# Joyaux de la couronne d'Espagne
Pour les articles homonymes, voir Joyaux de la couronne.

Représentation actuelle de la couronne royale espagnole. Il n'existe pas en tant qu'objet physique.

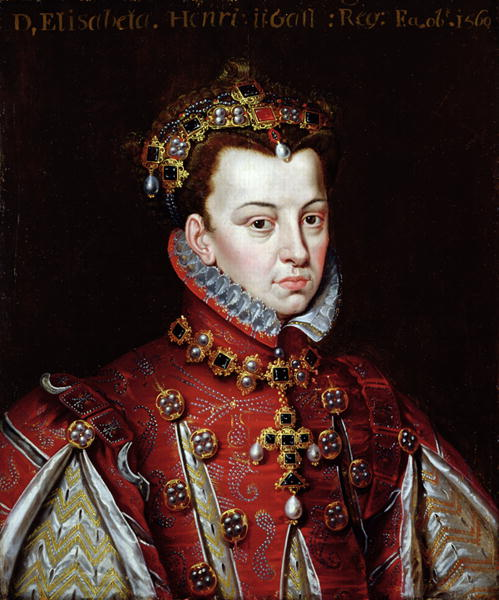
Elisabeth de Valois portant plusieurs des joyaux de la Couronne d'Espagne, par Alonso Sánchez Coello.

Les joyaux de la couronne d'Espagne étaient ceux de la royauté d'Espagne. À la suite de l'incendie de l'Alcazar de Madrid, lors de la guerre d'Indépendance et le destin politique espagnole au XIXe siècle, de nombreuses pièces ont été éparpillées ou perdues.

## Histoire
Depuis l'époque médiévale, on utilise « bijou » ou « joaillerie » pour désigner les bijoux mais également les meubles, les objets de décoration, les propriétés et les locaux. On peut classer les joyaux royaux en trois catégories, :  
- des objets liturgiques comme des crucifix ou des reliquaires  dans les chapelles royales.
- les couronnes, les sceptres, la vaisselle, l'argenterie et le mobilier  des palais royaux.
- les bijoux personnels des souverains, soit les montres, bracelets, colliers, décorations...

### Les joyaux des rois médiévaux
On possède peu de joyaux des royaumes péninsulaires. Ceux qu'on détient aujourd'hui ont été trouvés dans des tombes ou dans les trésors de l’Église.
La fameuse couronne de Sanche IV de Castille, appartenant aussi à Alphonse X, a été retrouvée en 1959 lors de l'ouverture de sa tombe. C'est une couronne murale avec huit plaques dorées où il y a des camées anciens incrustés. 
Après une exposition temporaire au musée archéologique national de Madrid, elle retourne au musée des Tapisseries, Textiles et Orfèvrerie de la cathédrale de Tolède, où elle est exposée depuis 2014. 
La couronne et le sceptre, en argent doré et de style gothique, d'Isabelle la Catholique se trouvent dans la chapelle royale de Grenade. La couronne a un diamètre de 14 centimètres et se démarque par sa grande simplicité. Elle est composée d'un anneau inférieur lisse et d'une partie supérieure ajourée avec des tiges, des grenades et des feuilles entrelacées.  Le sceptre mesure un mètre et son sommet est en forme de rhomboïde avec un cylindre central, ainsi que des ornements de feuilles superposées. On y trouve également un miroir, un coffre et plusieurs reliquaires appartenant à la reine, en plus de l'épée de Ferdinand le Catholique. 

### Les joyaux du Saint-Empire romain germanique
Charles Ier, roi d'Espagne, est aussi connu comme Charles V, l'empereur du Saint-Empire romain germanique. Son fils, Philippe II ne possède pas le titre d'empereur puisque c'est Ferdinand Ier qui l'a. Charles V ou Quint possédait le trésor du Saint-Empire, qui était l'un des plus riches en Europe. Il avait quelques pièces avec lui pour certaines occasions. Ce trésor a été exposé aux quatre coins du continent européen et aujourd'hui, il est conservé au musée d'Histoire de l'art de Vienne. À la fin de l'ère médiévale, Frédéric III d'Habsbourg voulait détenir la propriété privée des bijoux, ce qui lui a été refusé par la ville de Nuremberg.
Il est dit que la couronne du Saint-Empire romain germanique est contemporaine de Charlemagne alors qu'elle est datée un siècle et demi plus tard. Cette couronne n'était porté par l'empereur uniquement pour le sacre qui avait lieu à Rome ou Aix-la-Chapelle.

### Les joyaux autrichiens

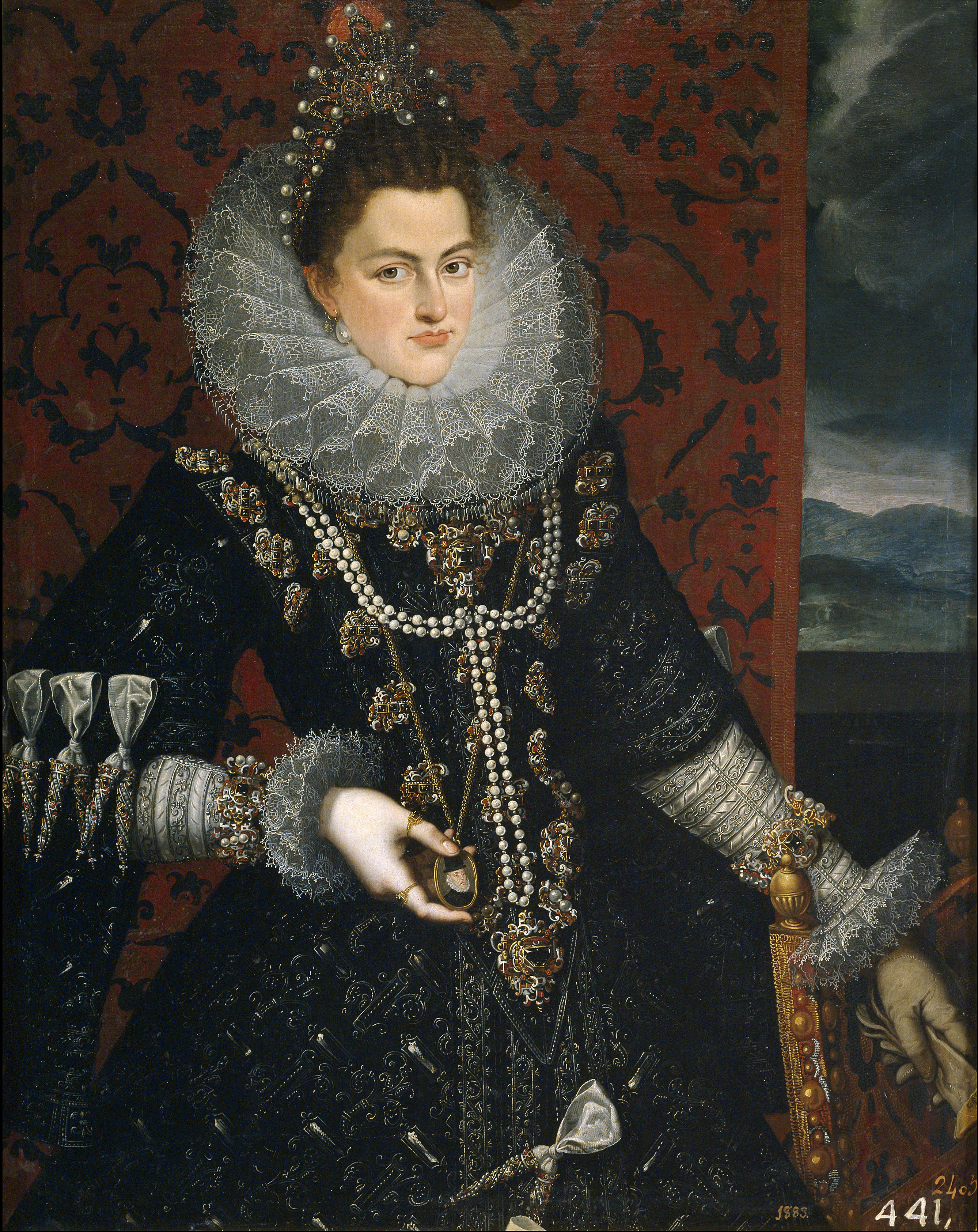
Isabelle-Claire Eugénie, fille de Philippe II, portant des bijoux du Joyel Rico

Sous les souverains de la maison d'Autriche, les joyaux étaient ou non liés à la Couronne. S'ils étaient liés, les bijoux ne pouvaient être ni vendus ni partagés. À contrario, le souverain peut en disposer et donc les vendre ou les léguer à qui il voulait.
Par exemple, Charles Quint a chargé son fils Philippe II d'acheter plusieurs bijoux, meubles et tapisseries reçus par ses sœurs en héritage dans le but de les lier à la Couronne. 
Parmi les joyaux royaux les plus fameux de l'époque, il y a notamment la perle Pérégrine et le diamant El Estanque. 

### Les joyaux des premiers Bourbons
Les premiers monarques issus de la maison de Bourbon ont maintenu cette politique de rattachement du patrimoine à la Couronne. Philippe V a lié sa collection de peintures de La Granja et le Trésor du Dauphin.
Sous Philippe V, l'une des plus grandes pertes des collections de bijoux royaux a eu lieu. La veille de Noël 1734, un nombre indéterminé de bijoux, meubles et tableaux sont détruits lors de l'incendie de l'Alcazar de Madrid même si la partie la plus importante a pu être sauvegardée. Les dégâts ont surtout eu lieu dans la chapelle royale.
Charles III a aussi lié ses biens à la Couronne sauf quelques bijoux donnés aux princes des Asturies, aux rois de Naples et à la princesse Charlotte Joaquina.
Charles IV et Marie-Louise de Parme lèguent les Joyaux de la Couronne à leur fils Ferdinand en 1808 et s'exilent avec seulement leurs bijoux personnels, dont une partie qu'ils vendent à Marseille pour couvrir leurs dépenses. En 1817, depuis Rome, sur l'insistance de son fils, la reine Marie-Louise dresse un inventaire des bijoux en sa possession. Après son décès, en 1821, les bijoux sont envoyés à Madrid et distribués à ses héritiers,.

### Le pillage français
La perte historique des joyaux de la Couronne a eu lieu durant la guerre d'Indépendance, sous Joseph Ier. À la suite de l'entrée des troupes françaises à Madrid, le chef de la garde-robe royale réalise un inventaire des joyaux. La valeur de ces joyaux est estimée à 22 105 308 millions de reals. Les bijoux de cet inventaire sont envoyés à François Cabarrus après le retrait des pierres précieuses, sur ordre de Murat.
Depuis Bayonne, Charles IV autorise le transfert des joyaux de la Couronne à la France en qualité de garantie d'un prêt de 25 millions de francs de la Banque de France au Trésor espagnol. Les bijoux sont donnés à Paris à Julie Clary, épouse du roi Joseph Bonaparte. Par la suite, les autorités napoléoniennes prirent les joyaux qui restaient en Espagne, en sus des bijoux privés des membres de la famille royale et de l'argenterie de Manuel Godoy.
En 1811, face au profond manque de fonds touchant l'armée française, Joseph Bonaparte réalise la vente du reste des objets de valeur restant au Palais Royal de Madrid, l'argenterie et les objets précieux de la Chapelle Royale. Dès ce moment-là, il n'y a plus de joyaux liés à la couronne espagnole. 

### Les bijoux de Ferdinand

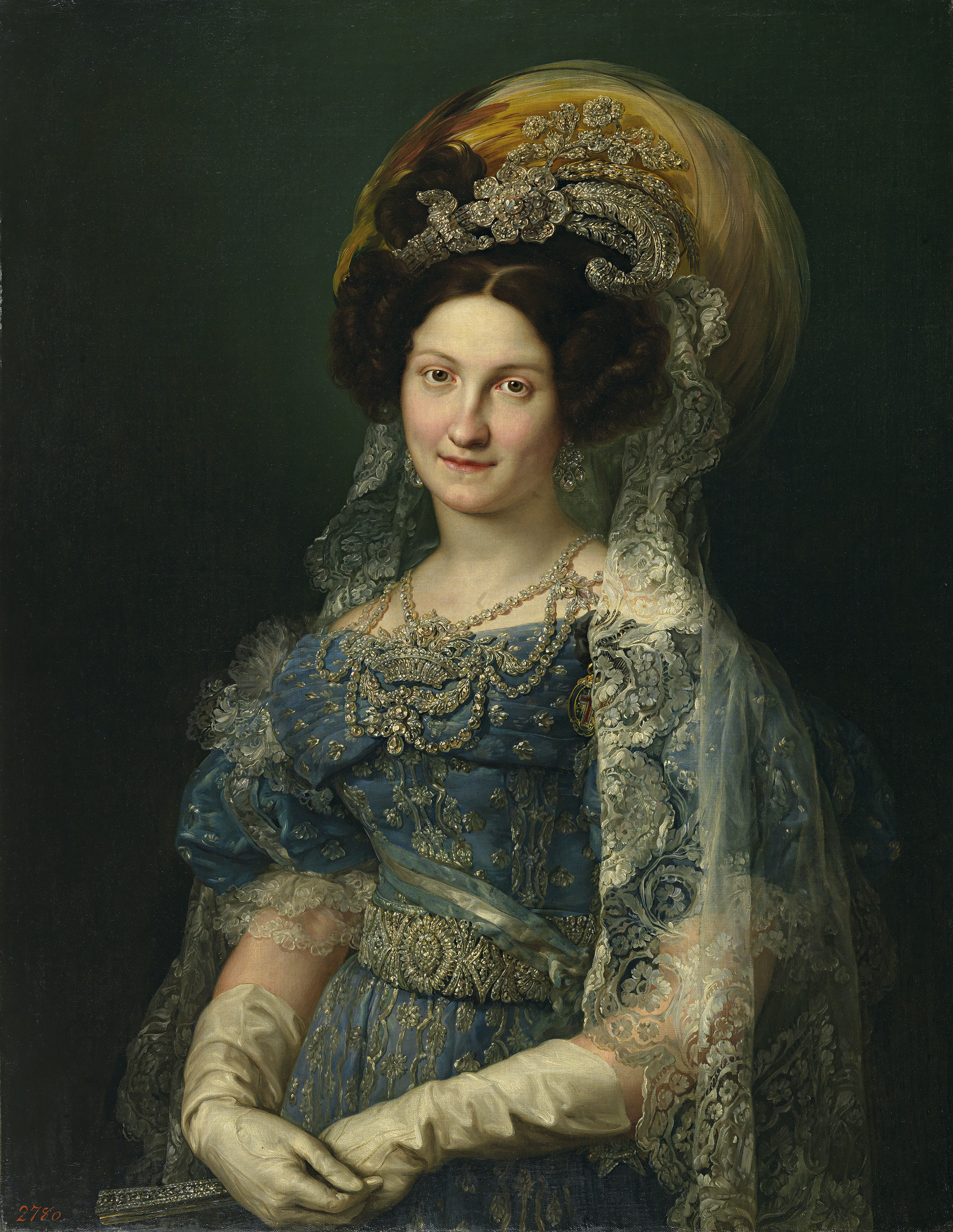
Les joyaux de la reine Marie-Christine de Bourbon.

Sous Ferdinand VII, de magnifiques trousseaux de bijoux sont constitués pour ses épouses. De nouveaux nécessaires de toilette, de la vaisselle, des objets liturgiques sont commandés, afin de pallier le pillage français et redonner l'éclat de jadis à la cour néo-absolutiste. Les portraits peints par Vincent Lopez Portaña permettent d'observer les sublimes parures des épouses reines Marie-Josèphe de Saxe et Marie-Christine de Bourbon et de la princesse Louise-Charlotte de Bourbon.
Avant son décès en 1833, Ferdinand VII désirait réaliser des inventaires avec tous les meubles, effets et bijoux des palais royaux. Toutefois, ces inventaires n'ont jamais été retrouvés. À la suite de l'exil du régent à Paris en 1840 et la prise du pouvoir par le général Espartero, les 700 coffres à bijoux étaient vides.
En 1858, depuis son exil à Paris, la reine Marie-Christine donne à ses deux filles, Isabelle II et la princesse Louise-Ferdinande, plus de 200 bijoux, évalués à un total de 58 155 800 millions de reals, le reste a été vendu en 1879 à l'hôtel Drouot.

### Les bijoux d'Isabelle II
La reine Isabelle II montre un attrait particulier pour les bijoux comme le montre ses photographies. Tout au long de son règne (1833-1868), elle commande et achète énormément de bijoux aux artisans les plus doués de l'époque.
La reine a reçu en cadeau de mariage des bijoux appartenant à la princesse Louise-Charlotte, sa belle-mère. En 1858, sa mère lui offre plus d'une centaine de bijoux qu'elle avait pris avec elle lors de son exil parisien.
En plus des traditionnels colliers, diadèmes, broches, il y a une grande variété de pièces détenue par la reine :
- sautoir : long collier de perles.
- rivière : collier de pierres précieuses en taille décroissante.
- dégradé : collier de perles en taille décroissante.
- tour de cou : tour de cou serré.
- poissarde : boucles d'oreilles en forme de créoles.
- stomacher : cuirasse ornée de bijoux.
- sevigné : broche en forme de nœud.
- ferronière : diadème ou bandeau posé sur le front.
- bandeau : diadème en forme de bandeau.

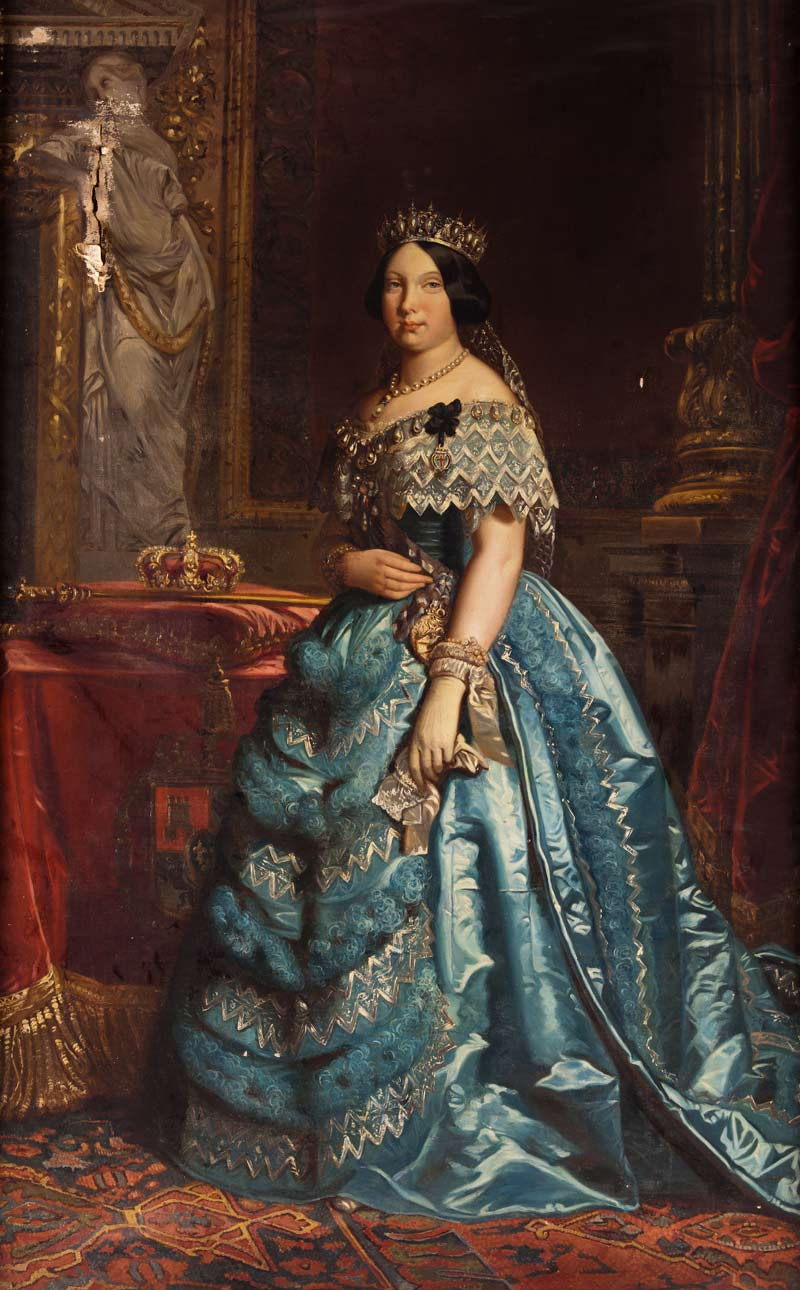
Isabelle II dans un portrait du XIXe siècle.

La majorité des bijoux de la grande collection de la reine a été perdue même si la reine les a pris avec elle lors de son exil causé par la révolution de 1868. Les bijoux ne peuvent pas être identifiés formellement car non marqués. Et, beaucoup ont été démontés et fondus durant son règne pour en réaliser des nouveaux.
Toutefois, la grande dispersion des bijoux a eu lieu en 1878, quand l'ancienne reine a mis aux enchères une quantité importante de ses bijoux pour financer l'achat de son logement parisien, le palais de Castille ainsi que son train de vie. Après son décès, en 1904, les bijoux ont été partagés parmi ses filles, sa belle-fille et son petit-fils Alphonse XIII. 

## Les joyaux de la Couronne pour les serments

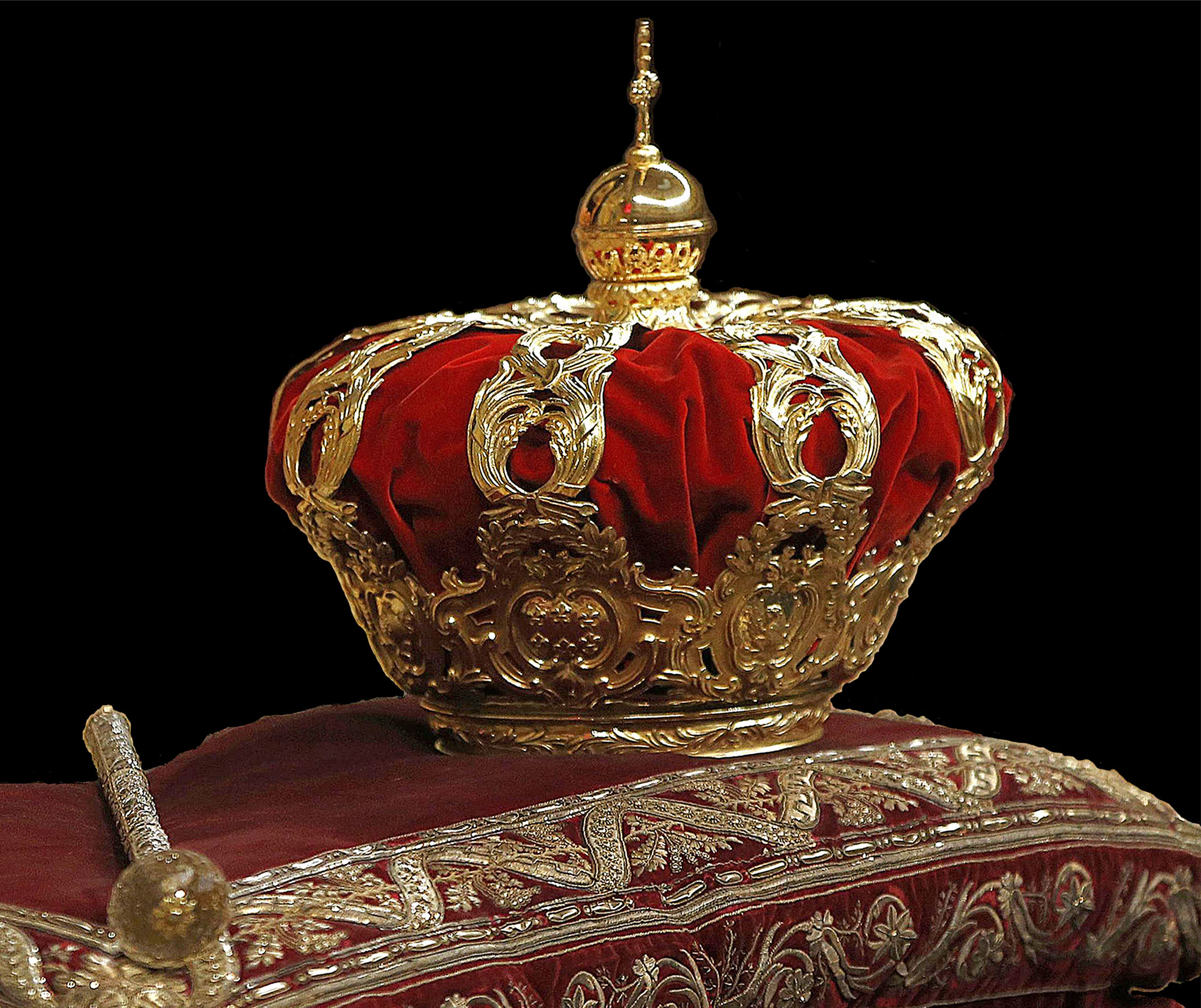
Couronne royale et sceptre d'Espagne.

Avec l'instauration de la monarchie libérale à la suite de la mort de Ferdinand VII, la cérémonie de prestation de serment du nouveau monarque a lieu devant la Constitution et les Cortes Generales. La couronne et le sceptre symbolisent alors la Couronne et son autorité, devant les députés.
Isabelle II a été la première à bénéficier de ces nouveaux joyaux pour ses serments quand elle a été majeure en 1843. Ils ont été utilisés par la suite pour la prestation de serment d'Alphonse XIII (1902), de Juan Carlos Ier (1975) et Felipe VI (2014).
Ces joyaux sont : la couronne, le sceptre et la croix d'argent :
- La couronne royale a été réalisée par Fernando Velasco, orfèvre de chambre de la maison royale depuis 1748, et elle a été poinçonnée en 1775. On y distingue les armes des royaumes de Castille, León, Grenade, Parme, Tyrol et les fleurs de lys des Bourbons. Il mesure 39 centimètres de haut, 18,5 de diamètre de jante et 40 centimètres de diamètre maximum. Il est en argent fondu, ciselé et doré. Il est d'un style purement néoclassique[16].
- Le sceptre royal est probablement du milieu du XVIIe siècle. Le bâton mesure 68 centimètres et est recouvert d'argent vermeil avec des traces d'émail et de grenats. Il se termine par une sphère de cristal de roche[16],[17].
- Le crucifix en argent, de la collection du Congrès des députés, qui a été supprimé lors de la prestation de serment de Felipe VI.

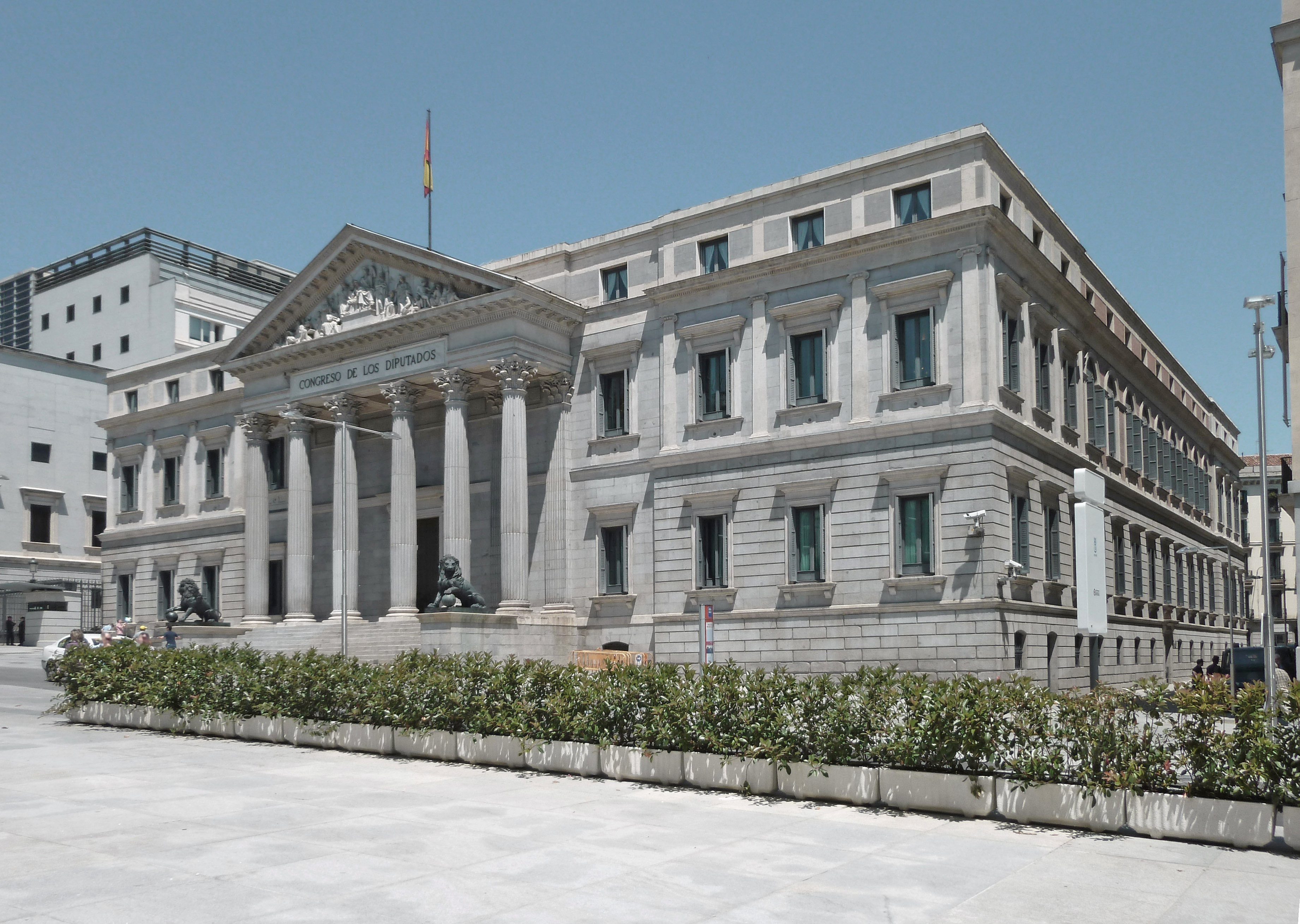
Le palais des Cortes à Madrid, lieu des serments d'Alphonse XIII, Juan Carlos Ier et Felipe VI.

La couronne en en argent doré a aussi été utilisée le 19 janvier 1980 pour les funérailles nationales d'Alphonse XIII à Rome dans la crypte royale du monastère de l'Escurial. 
La couronne et le sceptre étaient conservés au palais royal mais en 2014, ils ont été déplacés pour être exposés dans la nouvelle salle de la Couronne, qui est l'ancienne chambre de Marie-Christine. Avec eux sont exposés également un collier de l'ordre de la Toison d'or, le fauteuil du trône de Charles III et la Table des Sphinx, table où a été signée le traité d'adhésion de l'Espagne aux Communautés européennes et le document d'abdication de Juan Carlos Ier,
.  

### Couronnements en Espagne
Chaque royaume avait ses rituels de cérémonie propres. Par exemple, dans les territoires basques, le souverain était élevé sur un bouclier par les hommes riches. 
L'usage solennel de la couronne fait par Alphonse XI de Castille a été accentué, dans un acte à Séville en 1340. Elle devait être placée sur une estrade à côté d'une épée, pour symboliser le royaume et assimiler qu'honorer la couronne c'est honorer la terre.
Déjà durant les Temps modernes, tous les monarques hispaniques puis les rois d'Espagne de l'époque contemporaine, sous l'ancien régime mais aussi sous le régime libéral, ont reçu la dignité royale par proclamation et non par couronnement.
La montée sur le trône de Juan Carlos Ier a été marquée par deux cérémonies : une de proclamation et une prestation de serment au Palais des Cortès, le 22 novembre 1975, et une autre, à l'église Saint-Jérôme-le-Royal lors d'une messe le 27 novembre, diffusée à la télévision.
La montée au trône de Felipe VI comprenait une cérémonie au Palais des Cortès, le 19 juin 2014, et le 22 juin, dans le cadre familial une messe privée dans la petite chapelle du palais de la Zarzuela.

## Les joyaux privés
Malgré l'absence de joyaux de la Couronne, la famille royale espagnole profite aujourd'hui d'une importante collection de bijoux. La plupart appartenaient à la reine Victoire Eugénie.

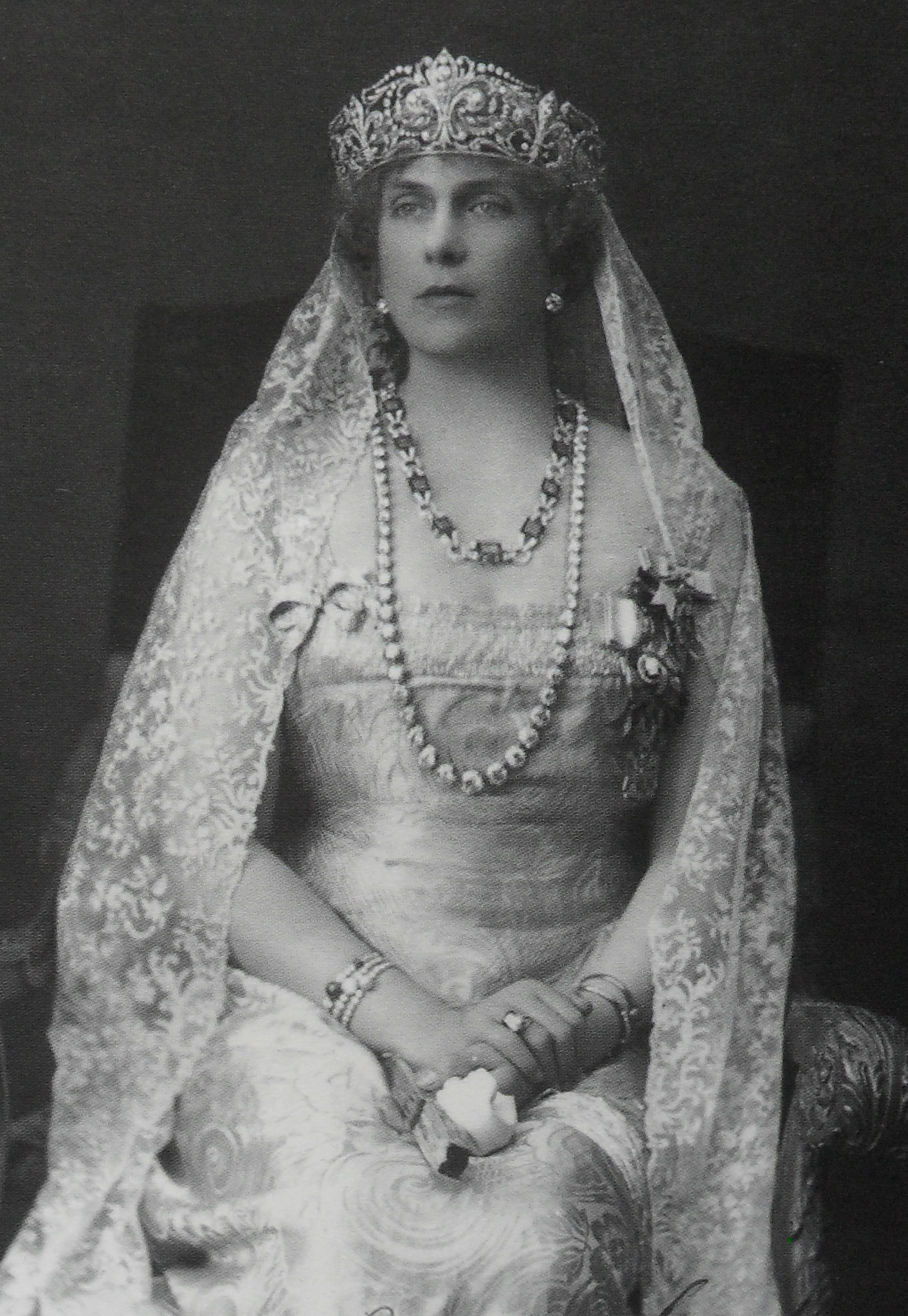
Portrait de la reine Victoire Eugénie portant le diadème des lyses, le collier de chatons de diamants et d'émeraudes, un cadeau de l'impératrice Eugénie de France.

### Diadèmes de la famille royale espagnole
De nos jours, la famille royale détient quelques diadèmes privés.
- Diadème aux fleurs de lys, offerte à la reine Victoire Eugénie pour son mariage avec Alphonse XIII (1906).
- Diadème Mellerio ou diadème de la princesse Isabelle, aussi connu sous le nom de celui des coquillages, réalisé en 1867. Commandé par la reine Isabelle II pour sa fille en cadeau de mariage en 1868.
- Diadème russe ou diadème de perles et de diamants appartenant à la reine Marie Christine, réalisé par le joaillier diamantaire François Marzo (1886).
- Diadème Cartier (1920) dans le style art déco.
- Diadème prussien (1913), offert par l'empereur allemand Guillaume II à la princesse Victoire Louise de Prusse, hérité par la reine Sophie. Il a été porté par la princesse Letizia pour ses fiançailles en 2004.
- Diadème floral, cadeau personnel de Francisco Franco à la reine Sophie pour son mariage en 1962. Il a été porté par la princesse Christine à son mariage.
- Diadème de princesse ou diadème de perles et de fleur de lys, présent de la Maison Ansorena à la princesse Letizia en 2006.

## Galerie

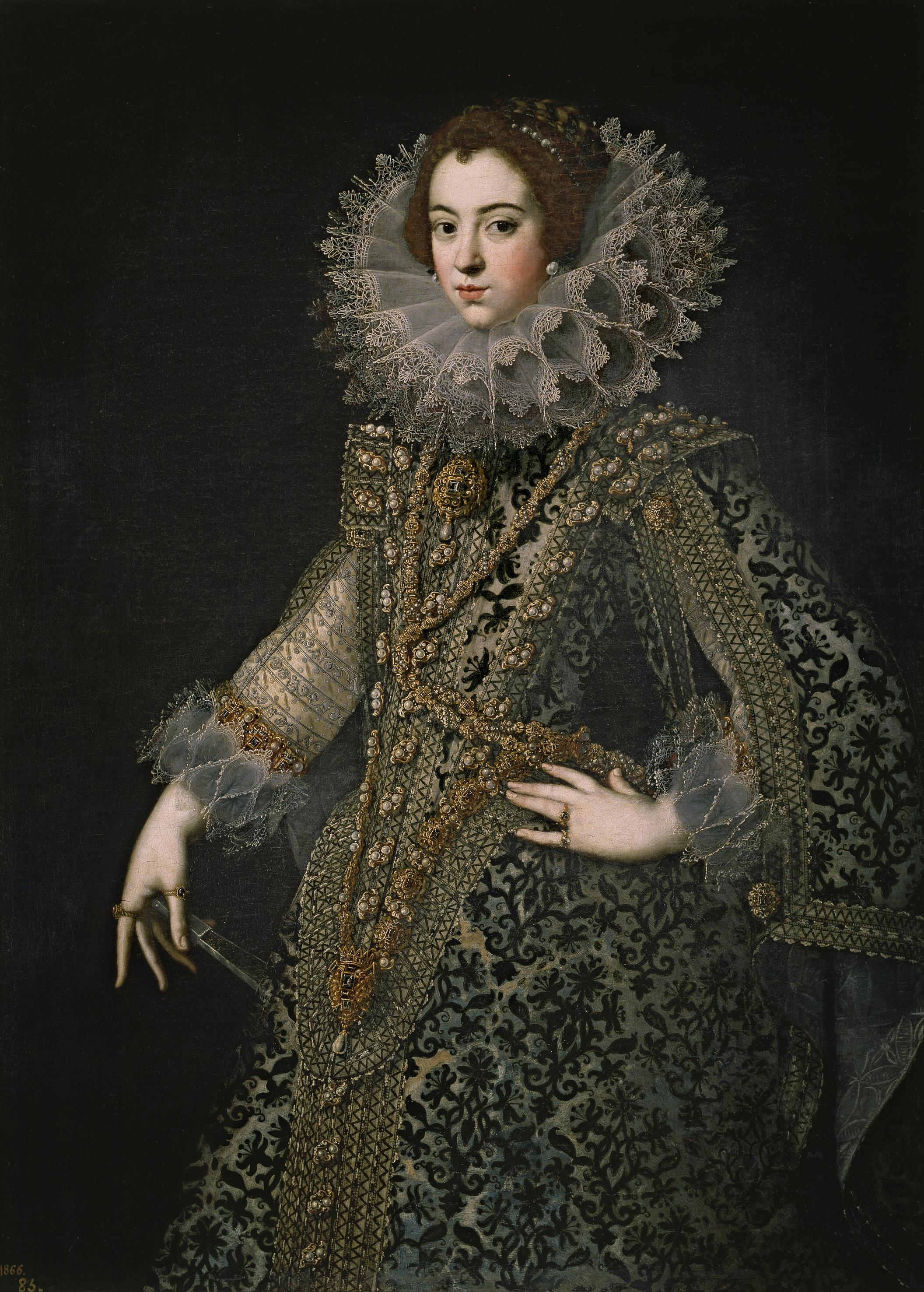
Élisabeth de France portant le Joyel Rico de los Austrias (es), anonyme espagnol vers 1630[25].
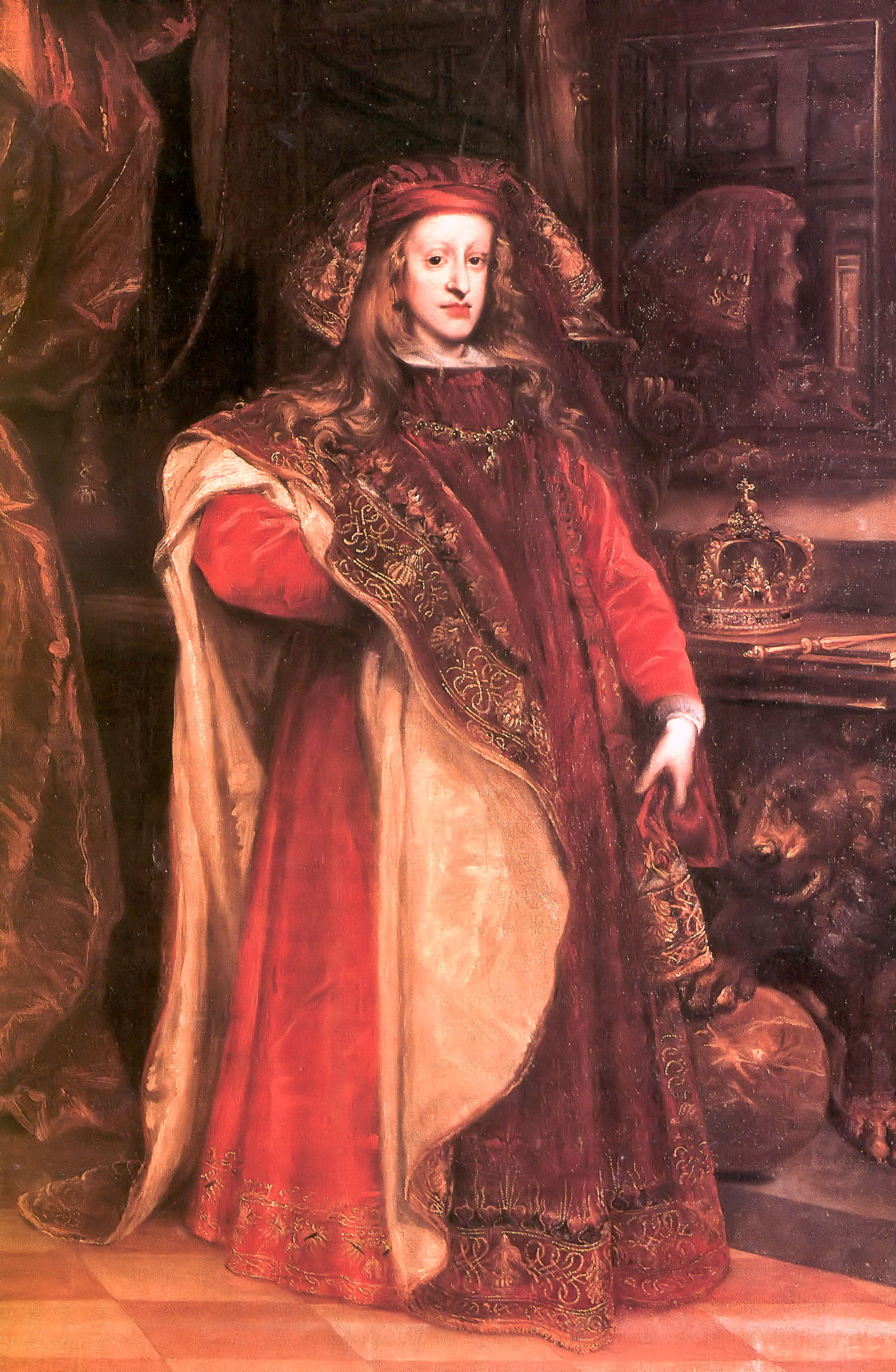
Charles II devant la couronne, par Juan Carreño de Miranda.
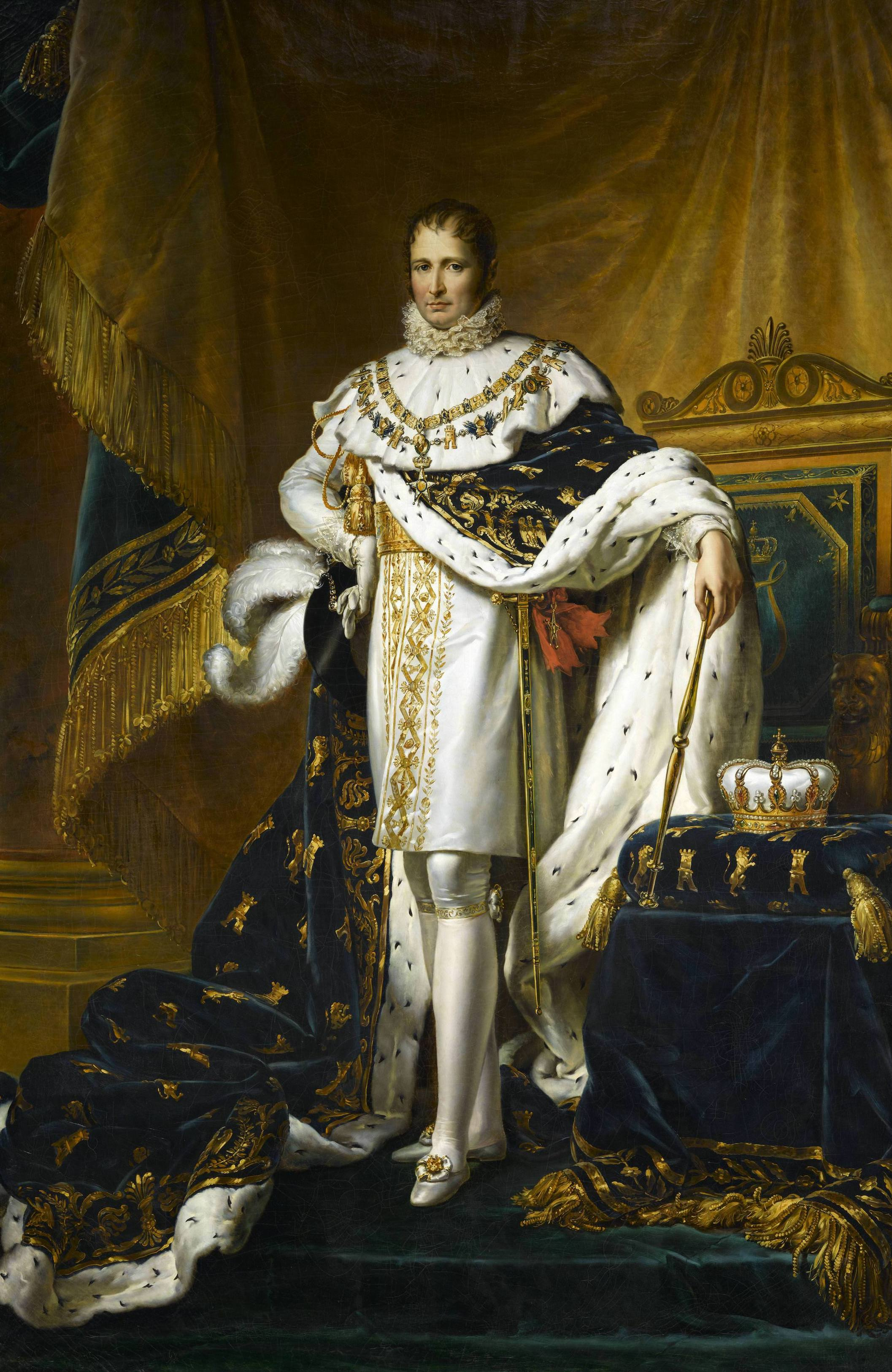
Joseph Bonaparte devant la couronne, par François Gérard.
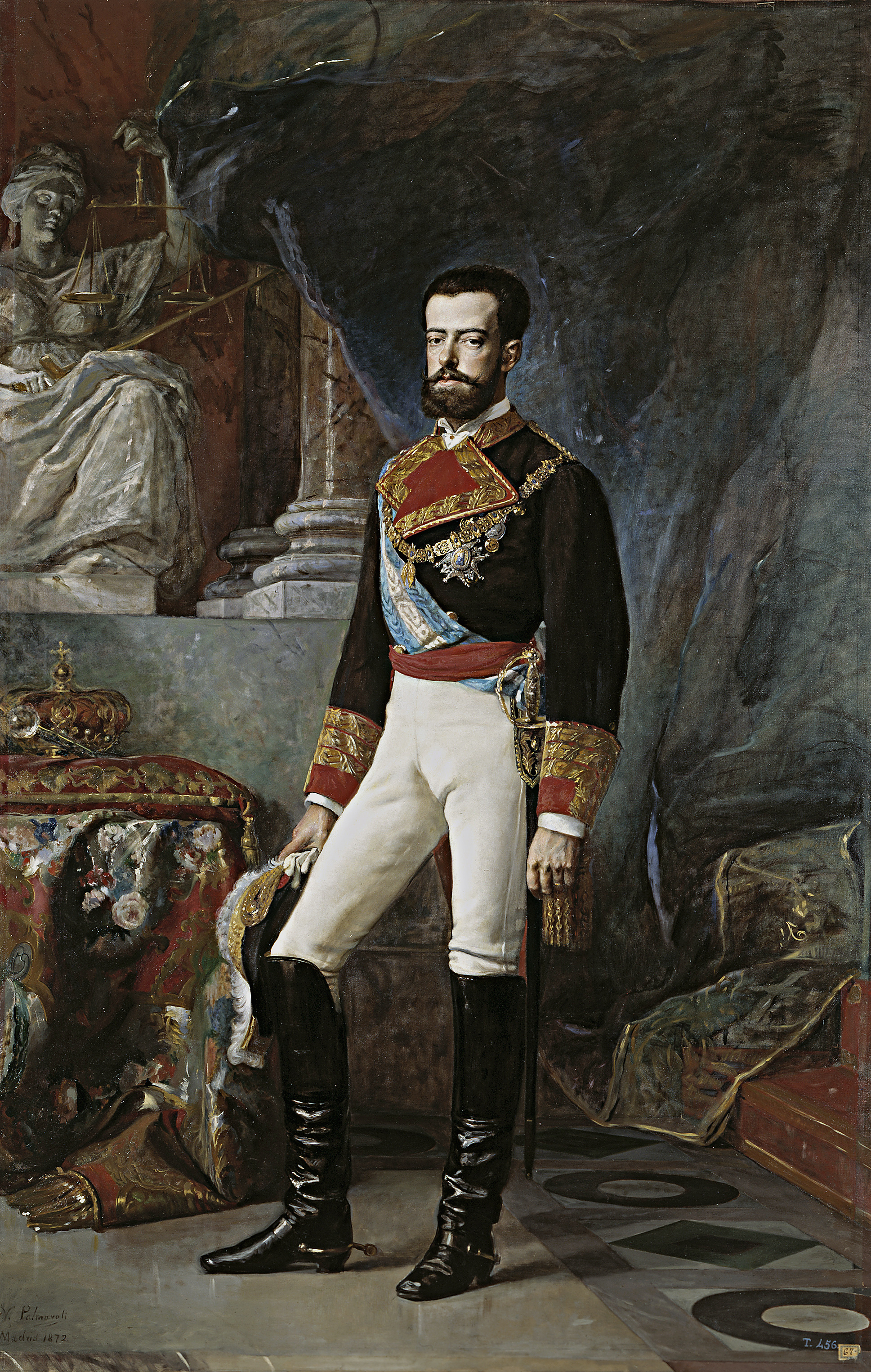
Amédée Ier devant la couronne, par Vicente Palmaroli.
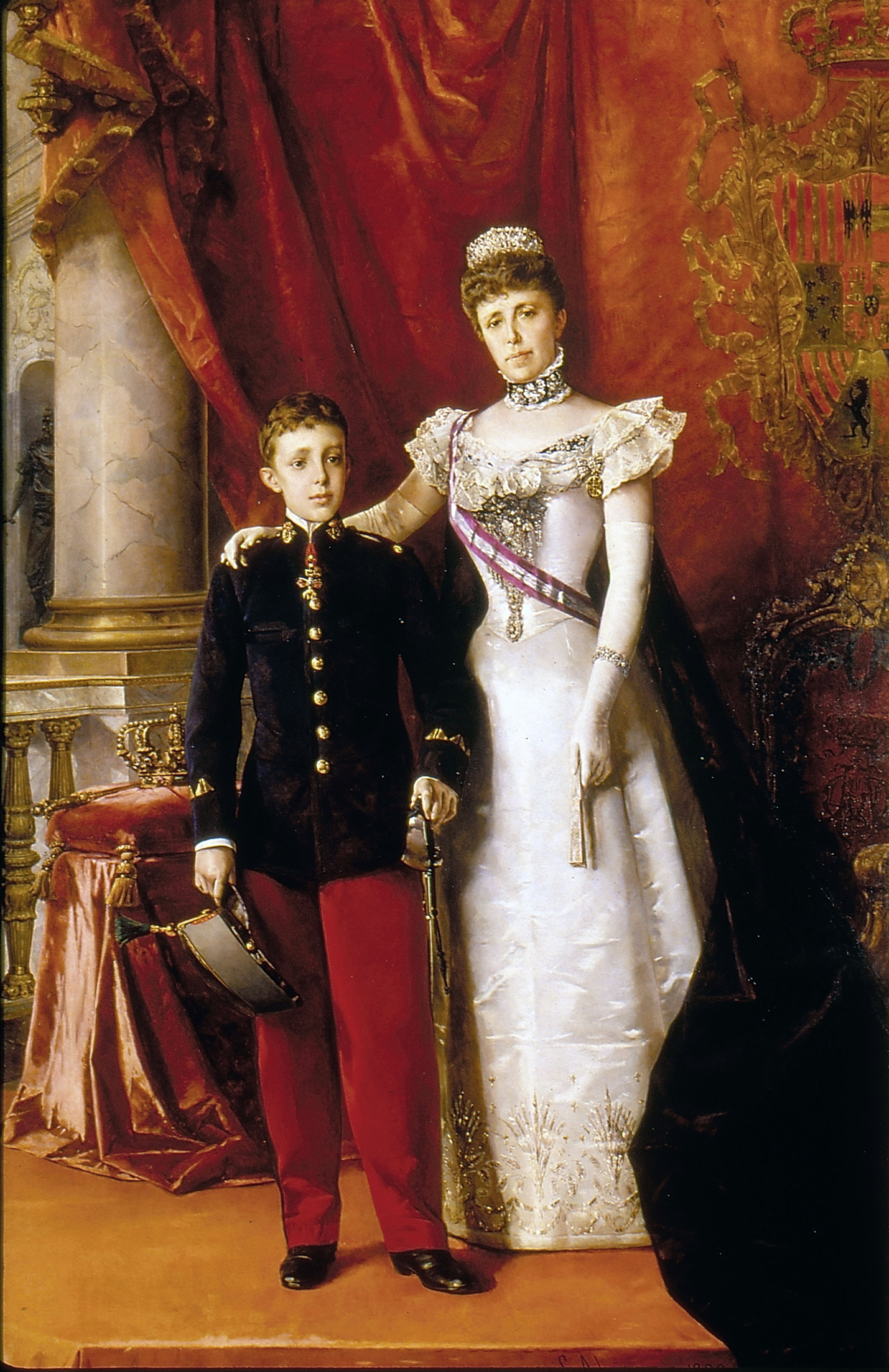
Alphonse XIII et sa mère, la reine régente Marie-Christine, devant la couronne, par Luis Álvarez Catalá (es).